# Arne Engels
Arne Engels, né le 8 septembre 2003 à Termonde en Belgique, est un footballeur international belge qui joue au poste de milieu de terrain au Celtic FC.

## Biographie

### En club
Il commence sa carrière à l'académie du Club Bruges KV et joue avec l'équipe réserve sans jouer avec l'équipe première. 
Le 3 janvier 2023, il signe au FC Augsbourg pour quatre ans et demi. Il joue son premier match le 3 février lors d'une victoire à domicile contre le Bayer 04 Leverkusen. 

### En sélections nationales
Arne Engels joue avec les moins de 15 ans, les moins de 16 ans et débute avec les moins de 19 ans le 12 octobre 2021 contre l'Angleterre en contribuant à la victoire de son équipe 3-2 en inscrivant le deuxième but. 
Il débute avec l'équipe espoirs, où il joue son premier match le 24 mars 2023 lors d'une rencontre amicale contre la République tchèque.

## Statistiques

### En club
| Saison                | Club                  | Championnat           | Championnat | Championnat | Championnat | Coupe nationale | Coupe nationale | Coupe nationale | Coupe de la Ligue | Coupe de la Ligue | Coupe de la Ligue | Compétition(s) continentale(s) | Compétition(s) continentale(s) | Compétition(s) continentale(s) | Compétition(s) continentale(s) | Autres compétitions | Autres compétitions | Autres compétitions | Autres compétitions | Total | Total | Total |
| Saison                | Club                  | Division              | M.          | B.          | P.d.        | M.              | B.              | P.d.            | M.                | B.                | P.d.              | Comp.                          | M.                             | B.                             | P.d.                           | Comp.               | M.                  | B.                  | P.d.                | M.    | B.    | P.d.  |
| 2020-2021             | Club NXT              | Division 1B           | 20          | 1           | 1           | -               | -               | -               | -                 | -                 | -                 | -                              | -                              | -                              | -                              | -                   | -                   | -                   | -                   | 20    | 1     | 1     |
| 2022-2023             | Club NXT              | Division 1B           | 15          | 2           | 6           | -               | -               | -               | -                 | -                 | -                 | -                              | -                              | -                              | -                              | -                   | -                   | -                   | -                   | 15    | 2     | 6     |
| Sous-total            | Sous-total            | Sous-total            | 35          | 3           | 7           | -               | -               | -               | -                 | -                 | -                 | -                              | -                              | -                              | -                              | -                   | -                   | -                   | -                   | 35    | 3     | 7     |
| 2022-2023             | FC Augsbourg          | Bundesliga            | 18          | 0           | 4           | -               | -               | -               | -                 | -                 | -                 | -                              | -                              | -                              | -                              | -                   | -                   | -                   | -                   | 18    | 0     | 4     |
| 2023-2024             | FC Augsbourg          | Bundesliga            | 32          | 3           | 5           | 1               | 0               | 0               | -                 | -                 | -                 | -                              | -                              | -                              | -                              | -                   | -                   | -                   | -                   | 33    | 3     | 5     |
| 2024-2025             | FC Augsbourg          | Bundesliga            | 1           | 0           | 0           | 1               | 0               | 0               | -                 | -                 | -                 | -                              | -                              | -                              | -                              | -                   | -                   | -                   | -                   | 2     | 0     | 0     |
| Sous-total            | Sous-total            | Sous-total            | 51          | 3           | 9           | 2               | 0               | 0               | -                 | -                 | -                 | -                              | -                              | -                              | -                              | -                   | -                   | -                   | -                   | 53    | 3     | 9     |
| 2024-2025             | Celtic FC             | Scottish Premiership  | 30          | 9           | 5           | 5               | 0               | 0               | 3                 | 0                 | 4                 | C1                             | 10                             | 1                              | 3                              | PO                  | 4                   | 0                   | 1                   | 52    | 10    | 13    |
| 2025-2026             | Celtic FC             | Scottish Premiership  | 2           | 0           | 0           | -               | -               | -               | 1                 | 0                 | 1                 | C1                             | -                              | -                              | -                              | -                   | -                   | -                   | -                   | 3     | 0     | 1     |
| Sous-total            | Sous-total            | Sous-total            | 32          | 9           | 5           | 5               | 0               | 0               | 4                 | 0                 | 5                 | -                              | 10                             | 1                              | 3                              | -                   | 4                   | 0                   | 1                   | 55    | 10    | 14    |
| Total sur la carrière | Total sur la carrière | Total sur la carrière | 118         | 14          | 21          | 7               | 0               | 0               | 4                 | 0                 | 5                 | -                              | 10                             | 1                              | 3                              | -                   | 4                   | 0                   | 1                   | 143   | 15    | 30    |

### En sélections nationales
| Saison                | Sélection             | Phases finales        | Phases finales | Phases finales | Phases finales | Éliminatoires CDM | Éliminatoires CDM | Éliminatoires CDM | Éliminatoires EURO | Éliminatoires EURO | Éliminatoires EURO | Ligue des Nations | Ligue des Nations | Ligue des Nations | Matchs amicaux | Matchs amicaux | Matchs amicaux | Total | Total | Total |
| Saison                | Sélection             | Compétition           | M              | B              | Pd             | M                 | B                 | Pd                | M                  | B                  | Pd                 | M                 | B                 | Pd                | M              | B              | Pd             | M     | B     | Pd    |
| --------------------- | --------------------- | --------------------- | -------------- | -------------- | -------------- | ----------------- | ----------------- | ----------------- | ------------------ | ------------------ | ------------------ | ----------------- | ----------------- | ----------------- | -------------- | -------------- | -------------- | ----- | ----- | ----- |
| 2024-2025             | Belgique              | -                     | -              | -              | -              | -                 | -                 | -                 | -                  | -                  | -                  | 4                 | 0                 | 0                 | -              | -              | -              | 4     | 0     | 0     |
| Total sur la carrière | Total sur la carrière | Total sur la carrière | -              | -              | -              | -                 | -                 | -                 | -                  | -                  | -                  | 4                 | 0                 | 0                 | -              | -              | -              | 4     | 0     | 0     |

### Matchs internationaux
| Matchs internationaux d'Arne Engels | Matchs internationaux d'Arne Engels | Matchs internationaux d'Arne Engels     | Matchs internationaux d'Arne Engels | Matchs internationaux d'Arne Engels | Matchs internationaux d'Arne Engels | Matchs internationaux d'Arne Engels | Matchs internationaux d'Arne Engels                                |
| #                                   | Date                                | Lieu                                    | Adversaire                          | Résultat                            | Compétition                         | Club                                | Notes                                                              |
| ----------------------------------- | ----------------------------------- | --------------------------------------- | ----------------------------------- | ----------------------------------- | ----------------------------------- | ----------------------------------- | ------------------------------------------------------------------ |
| 1                                   | 6 septembre 2024                    | Nagyerdei Stadion, Debrecen, Hongrie    | Israël                              | V 3 - 1                             | Ligue des nations 2024-2025         | Celtic FC                           | Entre en jeu à la place de Youri Tielemans à la 73e minute de jeu. |
| 2                                   | 14 octobre 2024                     | Stade Roi Baudouin, Bruxelles, Belgique | France                              | D 1 - 2                             | Ligue des nations 2024-2025         | Celtic FC                           | Entre en jeu à la place de Youri Tielemans à la 81e minute de jeu. |
| 3                                   | 14 octobre 2024                     | Stade Roi Baudouin, Bruxelles, Belgique | France                              | D 1 - 2                             | Ligue des nations 2024-2025         | Celtic FC                           | Titulaire, remplacé par Arthur Vermeeren à la 71e minute de jeu.   |
| 4                                   | 17 novembre 2024                    | Bozsik Aréna (en), Budapest, Hongrie    | Israël                              | D 0 - 1                             | Ligue des nations 2024-2025         | Celtic FC                           | Titulaire, remplacé par Norman Bassette à la 93e minute de jeu.    |

## Palmarès

### En club
|  |  | Celtic FC - Championnat d'Écosse (1) : - Champion : 2025. - Coupe d'Écosse : - Finaliste : 2025. - Coupe de la Ligue (1) : - Vainqueur : 2024. |